# Ars Translationis
Ars Translationis (Мистецтво перекладу) — щорічна літературна премія імені видатного українського перекладача, літературознавця та лексикографа Миколи Лукаша, заснована редакцією журналу «Всесвіт» в 1989 році, за найкращі переклади й перекладознавчі праці, опубліковані за рік на сторінках журналу.

## Історія
У 1989 році на пропозицію Олега Микитенка, головного редактора журналу «Всесвіт», яку одностайно підтримала редакційна колегія, засновано премію «Ars Translationis» («Мистецтво перекладу») імені Миколи Лукаша, яка, за задумом, мала складатися з трьох елементів:
- бронзової настільної медалі роботи відомого скульптора і поета Андрія Німенка;
- диплома;
- грошової частини.

Проте третя частина донедавна вручалась всього один раз, та й то чисто символічно, у зв'язку зі скрутним матеріальним становищем редакції. Нині грошова частина премії — це відсоток спонсорського внеску в розмірі п'яти тисяч гривень, які жертвує приватний підприємець Віталій Майстренко.

## Лауреати
- 1989 — Віктор Шовкун за переклад з англійської роману Гора Відала «Сотворіння світу»;
- 1990 — Марина Новикова за перекладознавчі праці на сторінках «Всесвіту»;
- 1991 — Володимир Діброва за переклад з англійської роману Семюеля Бек кета «Уот»;
- 1992 — Олекса Логвиненко за переклад з німецької роману Крістофа Рансмайра «Останній світ»;
- 1993 — Юрій Лісняк за переклад з англійської роману Ле Карре «Таємний мандрівець»;
- 1994
- 1995 — Анатоль Перепадя за переклад з португальської роману Жоржі Амаду «Велика пастка»;
- 1996 — Михайло Москаленко за переклад з французької поеми «Орієнтири» Сен-Жон Перса;
- 1997 — Євген Попович за переклад з німецької роману Ернста Юнгера «На Мармурових скелях»;
- 1998 —
Мар'яна Прокопович за переклад з італійської роману Умберто Еко «Маятник Фуко»;
Олег Микитенко за численні переклади книжок чеських авторів, епічного твору давньоіндійського письменника Сомадеви «Океан переказів, або незвичайні пригоди царевича Нараваханадатти» та ін.; за довголітню редакторську працю над підготовкою українських перекладів творів іноземних письменників у журналі «Всесвіт»; за плідну діяльність по організації перекладу світової літератури в Україні;
- 1999 — Роман Гамада за переклад з фарсі середньовічних перських оповідей;
- 2000 — Ростислав Доценко за переклад з польської роману Яцека Бохенського «Овідій Назон — поет»;
- 2001 — Віктор Коптілов за переклад-переспів з давньофранцузької середньовічного епосу «Роман про Ренара»;
- 2002 — Юрій Педан за переклад з італійської роману Курціо Малапарте «Шкура»;
- 2003
- 2004 —
Іван Бондаренко за досконалі переклади японської поезії від давнини до сучасності;
Мирон Федоришин за високомайстерне відтворення українською мовою новел Ясунарі Кавабати, роману Нацуме Сосекі «Серце» та п'єси Санеацу Мусянокодзі «У персиковім гаю»;
- 2005 —
Кульчинський Олесь за переклад роману Орхана Памука «Мене називають червоним»;
Філіпчук Григорій за переклад роману Альбера Камю «Щаслива смерть»;
- 2006 —
- 2007 — Максим Стріха за його плідні перекладознавчі дослідження та високомайстерні переклади поезій Оскара Вайлда, надруковані у «Всесвіті» протягом року
- 2008 — Роман Лубківський за переклад з чеської віршованої трагедії Вацлава Фріча «Іван Мазепа»[2]
- 2009 — Надія Кірносоваза майстерне відтворення українською мовою визначного твору сучасної китайської літератури — повісті Ван Аньї «Дядечкова історія», що розкриває картину життя простих людей у КНР;
- 2010 — Роман Скакун за переклад роману «Якщо подорожній одної зимової ночі» італійського письменника Італо Кальвіно та вибрані оповідання з книжки «Дублінці» Джеймса Джойса[3]
- 2011 — Іван Герасим (Канада) за майстерний переклад роману «Нарцис і Ґольдмунд» (№ 3-4, 2011) класика німецької літератури Германа Гессе.[4]
- 2012 — Жердинівська Маргарита Ісаківна за переклад з іспанської мови повісті «Неймовірна та сумна історія про невинну Ерендіру та її бездушну бабуню» Ґ. Ґарсії-Маркеса («Всесвіт», № 5-6) та Верба Галина Георгіївна за переклад із португальської мови роману «Сучий син» (друга назва — «Син матері») бразильського письменника Б. Карвалью («Всесвіт», № 7-8)[5].
- 2013 — Роксоляна Зорівчак за статтю про сприйняття творчості та особистості Тараса Шевченка в Канаді (№№3-4, 5-6)
- 2014 — Всеволод Ткаченко за багаторічну працю в царині перекладу франкомовної поезії, зокрема за публікацію «Пісня — надійний бастіон сучасної французької поезії» №3-4, 2014), Геннадій Федоров за майстерний переклад з італійської мови знакового роману «Ота брудна веремійця на віа Мерулана» (№№3-4, 5-6, 7-8, 2014) класика італійської літератури ХХ ст. Карло Еміліо Гадди
- 2015 — Сергій Борщевський за майстерний переклад з іспанської мови таких знакових для іспаномовних літератур творів, як «Хто вбив Паломіно Молеро?» (1988, № 8) члена міжнародної ради журналу «Всесвіт» М. Варґаса Льйоси, а також багатьох творів П. Неруди, Ґ. Ґарсії Маркеса, Ф. Майора Сарагоси, Х. Л. Борхеса, К. Х. Сели, А. Карпентьєра і А. Переса-Реверте та ін., Дмитро Чистяк за упорядкування спеціального бельгійського числа журналу «Всесвіт» (№9-10, 2015) та майстерний переклад поетичних творів, повістей і оповідань 34 авторів, які увійшли до цього випуску (Марсель Тірі, Жак Де Деккер, Філіпп Бласбанд, Ніколь Версхооре, Жан-Люк Вотьє, Франсуа Емманюель, Ірен Стецик, Жан-Люк Утерс, Анрі Бошо, Мадлена Б’єфно та ін.)
- 2016 —
- 2017 — Михайло Якубович за підготовку спеціального оманського числа «Всесвіту» (№7-8, 2017), переклад українською мовою художніх та публіцистичних творів авторів Султанату Оман
- 2018 —
- 2019 — Микола Васьків за переклад оповідань «Жили-були в Сармаддеху» таджицького письменника Аміні Бахманьойри Арабзоди, а також п’єси «Ніч спогадів про Сократа, або суд на шкурі туполобого» й оповідань «Солдатеня», «Бахіана», «На річці Байдамтал», притчі «Плач перелітного птаха» класика киргизької літератури Ч. Айтматова («Журнал «Всесвіт», №1-2, 2019), Іван Рябчій за переклад оповідання «Про каву» Оноре де Бальзака (журнал «Всесвіт», 5-6/7-8, 2019), а також за переклади творів, опублікованих у двох спеціальних номерах, присвячених літературі Бельгії
- 2020 — Мельник Віктор Мирославович за переклад із середньовічної латини аквітанської хроніки ІХ-ХІ ст. «Ангулемські аннали» та коментарі до неї у № 3-4-5-6 за 2020 р. та переклад із середньовічної латини фрагментів філософського трактату «Про природу речей» та поеми «Похвала Божественній мудрості» Александра Неккама (Королівство Англія, 1157-1217) та коментарів і статті до них у № 11-12 за 2020 р. та Мотрук Віктор Петрович за переклад із французької мови оповідань та новел «Мушлі пана Шабра» Еміля Золя, «Цар Кандоль» Теофіля Ґотьє, «Панночка з млина» Еміля Блемана, опублікованих у №3-4/5-6 журналу «Всесвіт» у 2020 р.[6]
- 2021 Бєлєнькій Мар'ян Давидович за добірку перекладів п'єс сучасних ізраїльських драматургів (п'ять п'єс у його перекладі розміщені у "Всесвіті" http://www.vsesvit-journal.com/covers/7-8-2021/ [Архівовано 22 жовтня 2021 у Wayback Machine.]) та Демиденко Ольга Павлівна за переклад роману американської письменниці Лайонел Шрайвер "Час поговорити про Кевіна" ("Всесвіт" №1-2, 3-6, 2021) [Архівовано 25 січня 2022 у Wayback Machine.].